# Bolívar (stan)
Bolívar (hiszp. Estado Bolívar) – jeden z 23 stanów Wenezueli. Stolicą stanu jest miasto Ciudad Bolívar.
Stan Bolívar zajmuje powierzchnię 238 000 km², a w roku 2011 zamieszkiwało go 1 413 115 osób. Dla porównania, w roku 1970 stan liczył 342,9 tys. mieszkańców.
Powierzchnia stanu jest wyżynno-górzysta (Wyżyna Gujańska). Występują liczne rzeki, w tym Orinoko z dopływami m.in. Caura i Caroni. Obecne lasy podzwrotnikowe i sawanny. Ważny region górniczy (stan na lata 70. XX w.), miejsce wydobycia rud żelaza, diamentów, złota, hutnictwo żelaza i aluminium, na rzece Caroni elektrownie wodne. Także hodowla bydła i eksploatacja lasów (m.in. mahoń). Rozwinięty transport wodny.
Znajdują się tu, wpisany na listę światowego dziedzictwa UNESCO, Park Narodowy Canaima, a także Park Narodowy Jaua - Sarisariñama oraz część Parku Narodowego Caura.

## Gminy i ich siedziby
1. Caroní (Ciudad Guayana)
2. Cedeño (Caicara del Orinoco)
3. El Callao (El Callao)
4. Gran Sabana (Santa Elena de Uairén)
5. Heres (Ciudad Bolívar)
6. Padre Pedro Chien (El Palmar)
7. Piar (Upata)
8. Raúl Leoni (Ciudad Piar)
9. Roscio (Guasipati)
10. Sifontes (Tumeremo)
11. Sucre (Maripa)